# Juan Martos
Juan Martos Nomen (Sant Adrià de Besòs, 15 giugno 1939) è un ex cestista spagnolo.

## Carriera
Con la Spagna ha disputato i Giochi olimpici di Roma 1960 e i Campionati europei del 1961.

## Palmarès
- Copa del Rey: 1

Picadero J.C.: 1964